# Павелки
Паве́лки (укр. Павелки) — село на Украине, основано в 1618 году, находится в Андрушёвском районе Житомирской области.
Код КОАТУУ — 1820387801. Население по переписи 2001 года составляет 623 человека. Почтовый индекс — 13442. Телефонный код — 413695. Занимает площадь 25,2 км².

## Адрес местного совета
13442, с. Павелки, ул. Ленина, 1